# Gino Sopracordevole
Gino Sopracordevole (født 24. september 1904 i Venedig, død 1995) var en italiensk roer.
Sopracordevole var styrmand i den italienske toer med styrmand, der vandt EM-sølv i 1923 og EM-bronze i 1924. Båden deltog også i OL 1924 i Paris, hvor den øvrige besætning var Ercole Olgeni og Giovanni Scatturin. Kun fem både deltog i konkurrencen, og i indledende heat blev italienerne nummer to efter Schweiz. De to første både fra hvert indledende heat gik i finalen, hvor resultatet blev det samme: Schweizerne vandt, mens italienerne blev nummer to, kun besejret med 0,1 sekund, mens USA blev nummer tre.

## OL-medaljer
- 1924:  Sølv i toer med styrmand